# Litauens herrlandslag i ishockey
Litauens herrlandslag i ishockey representerar Litauen i ishockey för herrar. Första matchen spelades den 27 februari 1932 i Riga, och förlorades med 0-3 mot Lettland .
Litauen ligger på 25:e platsen på IIHF:s världsrankinglista 2016 och spelar för närvarande i Division I vid världsmästerskapen. Litauen har inte deltagit i ett världsmästerskap på A-nivå sedan 1938 och var hittills inte kvalificerade för olympiska vinterspelen.

## OS-turneringar
- 1992 - OS i Albertville, Frankrike - deltog ej
- 1994 - OS i Lillehammer, Norge - deltog ej
- 1998 - OS i Nagano, Japan - kvalificerade sig inte
- 2002 - OS i Salt Lake City, USA - kvalificerade sig inte
- 2006 - OS i Turin, Italien - kvalificerade sig inte
- 2010 - OS i Vancouver, Kanada - kvalificerade sig inte
- 2014 - OS i Sotji, Ryssland - kvalificerade sig inte

## VM-turneringar
- 1938 - A-VM i Tjeckoslovakien - elva, 4 matcher, 1 seger, 0 oavgjorda, 3 förluster, 3 gjorda mål, 33 insläppta mål, 2 poäng.
- 1993 - C-VM kval i Lettland - trea (sist), 2 matcher, 0 segrar, 0 oavgjorda, 2 förluster, 3 gjorda mål, 19 insläppta mål, 0 poäng.
- 1994 - C-VM kval i Estland/Litauen (hemmaplan) - 2 matcher, 0 segrar, 0 oavgjorda, 2 förluster, 4 gjorda mål, 16 insläppta mål, 0 poäng.
- 1995 - C-VM i Sydafrika - tvåa (silver), 7 matcher, 6 segrar, 1 oavgjord, 0 förluster, 52 gjorda mål, 15 insläppta mål, 13 poäng.
- 1996 - D-VM i Sydafrika - etta (guld), 6 matcher, 6 segrar, 0 oavgjorda, 0 förluster, 44 gjorda mål, 16 insläppta mål, 12 poäng.
- 1997 - C-VM i Estland - åtta (sist), 6 matcher, 0 segrar, 0 oavgjorda, 6 förluster, 11 gjorda mål, 37 insläppta mål, 0 poäng.
- 1998 - C-VM i Ungern - trea (brons), 6 matcher, 3 segrar, 1 oavgjord, 2 förluster, 16 gjorda mål, 38 insläppta mål, 7 poäng.
- 1999 - C-VM i Nederländerna - trea (brons), 5 matcher, 0 segrar, 2 oavgjorda, 3 förluster, 13 gjorda mål, 24 insläppta mål, 2 poäng.
- 2000 - C-VM i Kina - fyra, 4 matcher, 2 segrar, 1 oavgjord, 1 förlust, 23 gjorda mål, 16 insläppta mål, 5 poäng.
- 2001 - VM Division I i Frankrike - sexa (sist), 5 matcher, 0 segrar, 0 oavgjorda, 5 förluster, 10 gjorda mål, 36 insläppta mål, 0 poäng.
- 2002 - VM Division II i Jugoslavien - etta (guld), 5 matcher, 5 segrar, 0 oavgjorda, 0 förluster, 71 gjorda mål, 6 insläppta mål, 10 poäng.
- 2003 - VM Division I i Ungern - sexa (sist), 5 matcher, 0 segrar, 1 oavgjord, 4 förluster, 7 gjorda mål, 30 insläppta mål, 1 poäng.
- 2004 - VM Division II i Litauen (hemmaplan) - etta (guld), 5 matcher, 5 segrar, 0 oavgjorda, 0 förluster, 70 gjorda mål, 7 insläppta mål, 10 poäng.
- 2005 - VM Division I i Nederländerna - femma (näst sist), 5 matcher, 1 seger, 2 oavgjorda, 2 förluster, 16 gjorda mål, 17 insläppta mål, 4 poäng.
- 2006 - VM Division I i Estland - tvåa (silver), 5 matcher, 3 segrar, 1 oavgjord, 1 förlust, 24 gjorda mål, 14 insläppta mål, 7 poäng.
- 2007 - VM Division I i Slovenien - femma (näst sist), 5 matcher, 2 segrar, 3 förluster, 0 sudden deaths-/straffläggningssegrar, 0 sudden deaths-/straffläggningsförluster, 13 gjorda mål, 20 insläppta mål, 6 poäng.
- 2008 - VM Division I i Japan - fyra, 5 matcher, 2 segrar, 3 förluster, 0 sudden deaths-/straffläggningssegrar, 0 sudden deaths-/straffläggningsförluster, 9 gjorda mål, 21 insläppta mål, 6 poäng.
- 2009 - VM Division I i Litauen (hemmaplan) - fyra, 5 matcher, 2 segrar, 3 förluster, 20 gjorda mål, 23 insläppta mål, 6 poäng.
- 2010 - VM Division I i Nederländerna - femma (näst sist), 5 matcher, 1 seger, 4 förluster, 0 sudden deaths-/straffläggningssegrar, 0 sudden deaths-/straffläggningsförluster, 19 gjorda mål, 33 insläppta mål, 3 poäng.
- 2011 - VM Division I i Ukraina - femma (näst sist), 5 matcher, 1 seger, 4 förluster, 0 sudden deaths-/straffläggningssegrar, 0 sudden deaths-/straffläggningsförluster, 9 gjorda mål, 24 insläppta mål, 3 poäng.
- 2012 - VM Division I Grupp B i Polen - femma (näst sist), 5 matcher, 1 seger, 4 förluster, 0 sudden deaths-/straffläggningssegrar, 0 sudden deaths-/straffläggningsförluster, 9 gjorda mål, 27 insläppta mål, 3 poäng.
- 2013 - VM Division I Grupp B i Ukraina - femma (näst sist), 5 matcher, 1 seger, 4 förluster, 0 sudden deaths-/straffläggningssegrar, 0 sudden deaths-/straffläggningsförluster, 16 gjorda mål, 22 insläppta mål, 3 poäng.
- 2014 - VM Division I Grupp B i Litauen (hemmaplan) - trea (brons), 5 matcher, 3 segrar, 2 förluster, 0 sudden deaths-/straffläggningssegrar, 0 sudden deaths-/straffläggningsförluster, 15 gjorda mål, 9 insläppta mål, 9 poäng.
- 2015 - VM Division I Grupp B i Nederländerna - trea (brons), 5 matcher, 3 segrar, 2 förluster, 0 sudden deaths-/straffläggningssegrar, 0 sudden deaths-/straffläggningsförluster, 11 gjorda mål, 12 insläppta mål, 9 poäng.
- 2016 - VM Division I Grupp B i Kroatien - trea (brons), 5 matcher, 3 segrar, 1 förlust, 0 sudden deaths-/straffläggningssegrar, 1 sudden deaths-/straffläggningsförlust, 15 gjorda mål, 14 insläppta mål, 10 poäng.

## VM-statistik

### 1938-2006
| VM-Turneringar    | Matcher | Segrar | Oavgjorda | Förluster | Gjorda mål | Insläppta mål | Poäng |
| ----------------- | ------- | ------ | --------- | --------- | ---------- | ------------- | ----- |
| A-VM              | 4       | 1      | 0         | 3         | 3          | 33            | 2     |
| B-VM/Division I   | 20      | 4      | 4         | 12        | 57         | 97            | 12    |
| C-VM/Division II  | 38      | 21     | 3         | 14        | 256        | 143           | 45    |
| D-VM/Division III | 6       | 6      | 0         | 0         | 44         | 16            | 12    |

### 2007-
| VM-Turneringar | Matcher | Segrar | Förluster | Sudden deaths-/Straffläggningssegrar | Sudden deaths-/Straffläggningsförluster | Gjorda mål | Insläppta mål | Poäng |
| -------------- | ------- | ------ | --------- | ------------------------------------ | --------------------------------------- | ---------- | ------------- | ----- |
| VM             | 0       | 0      | 0         | 0                                    | 0                                       | 0          | 0             | 0     |
| Division I     | 55      | 22     | 32        | 0                                    | 1                                       | 154        | 217           | 67    |
| Division II    | 0       | 0      | 0         | 0                                    | 0                                       | 0          | 0             | 0     |
| Division III   | 0       | 0      | 0         | 0                                    | 0                                       | 0          | 0             | 0     |

- ändrat poängsystem efter VM 2006, där seger ger 3 poäng istället för 2 och att matcherna får avgöras genom sudden death (övertid) och straffläggning vid oavgjort resultat i full tid. Vinnaren får där 2 poäng, förloraren 1 poäng.

## Profiler
- Dainius Zubrus
- Mantas Armalis
- Darius Kasparaitis